# Église Saint-Michel de Gercy
L'église Saint-Michel de Gercy est une église fortifiée située à Gercy, dans le département de l'Aisne en région Hauts-de-France.

## Localisation
L'église est située sur la commune de Gercy, dans le département de l'Aisne.

### Galerie

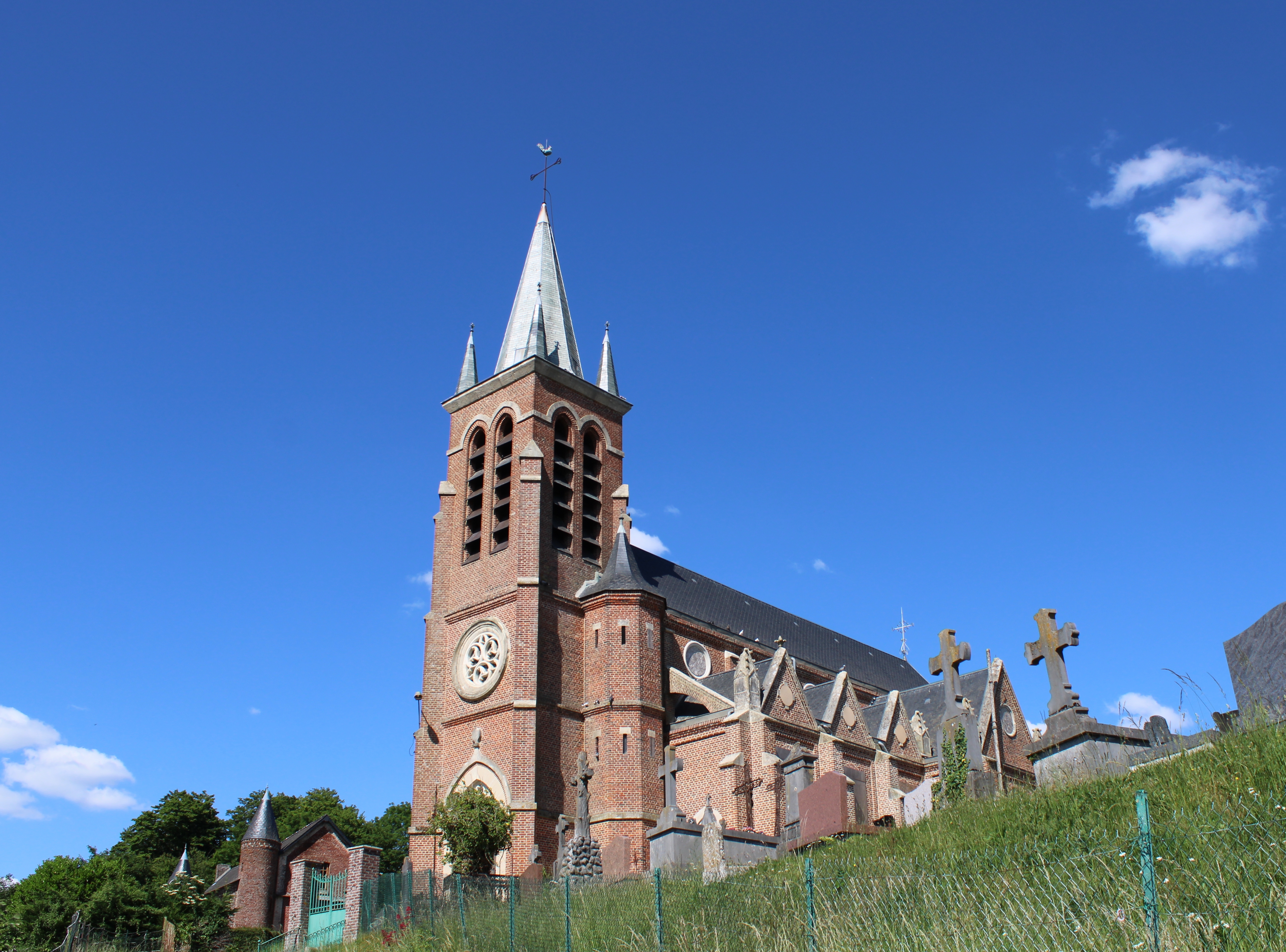
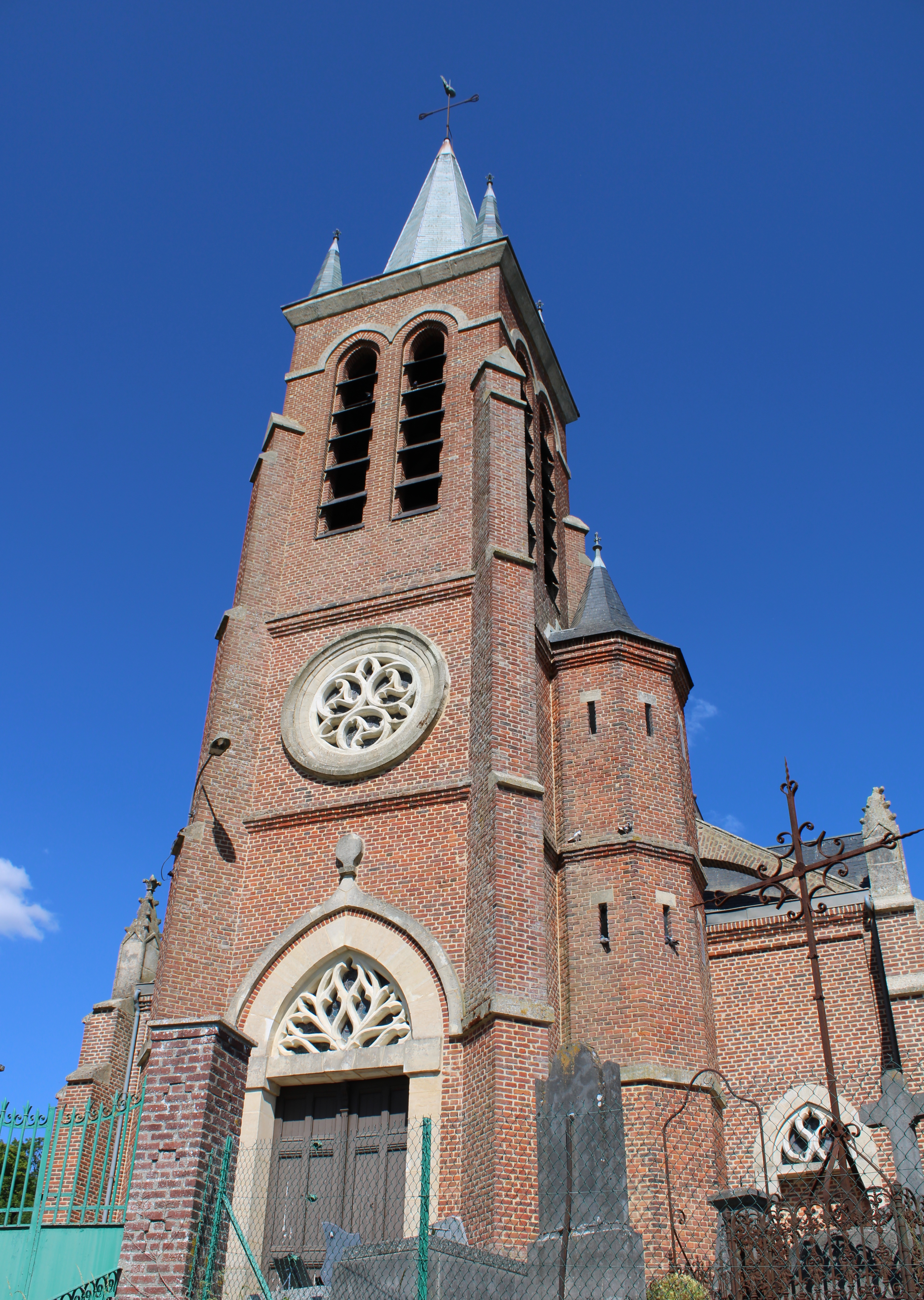
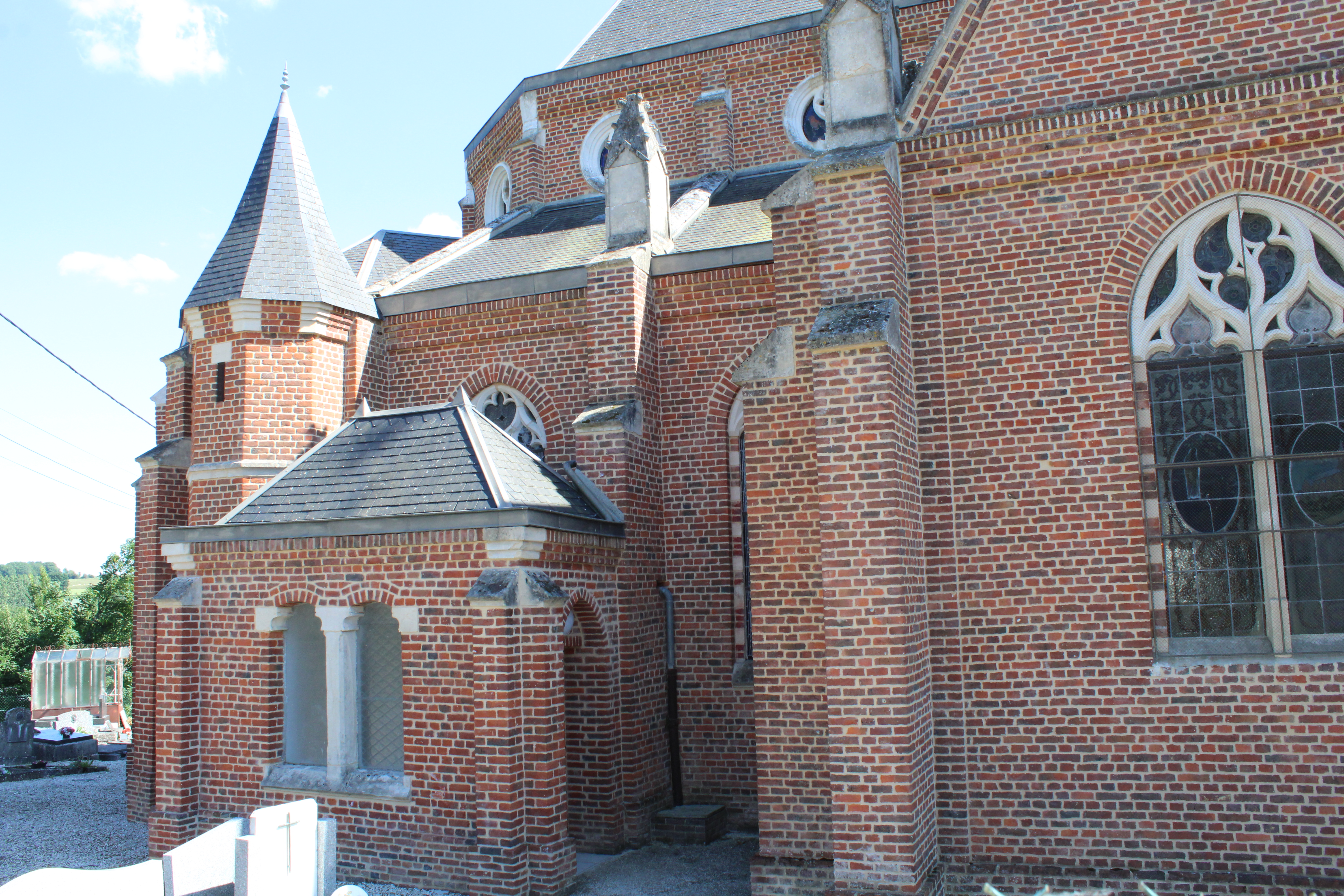
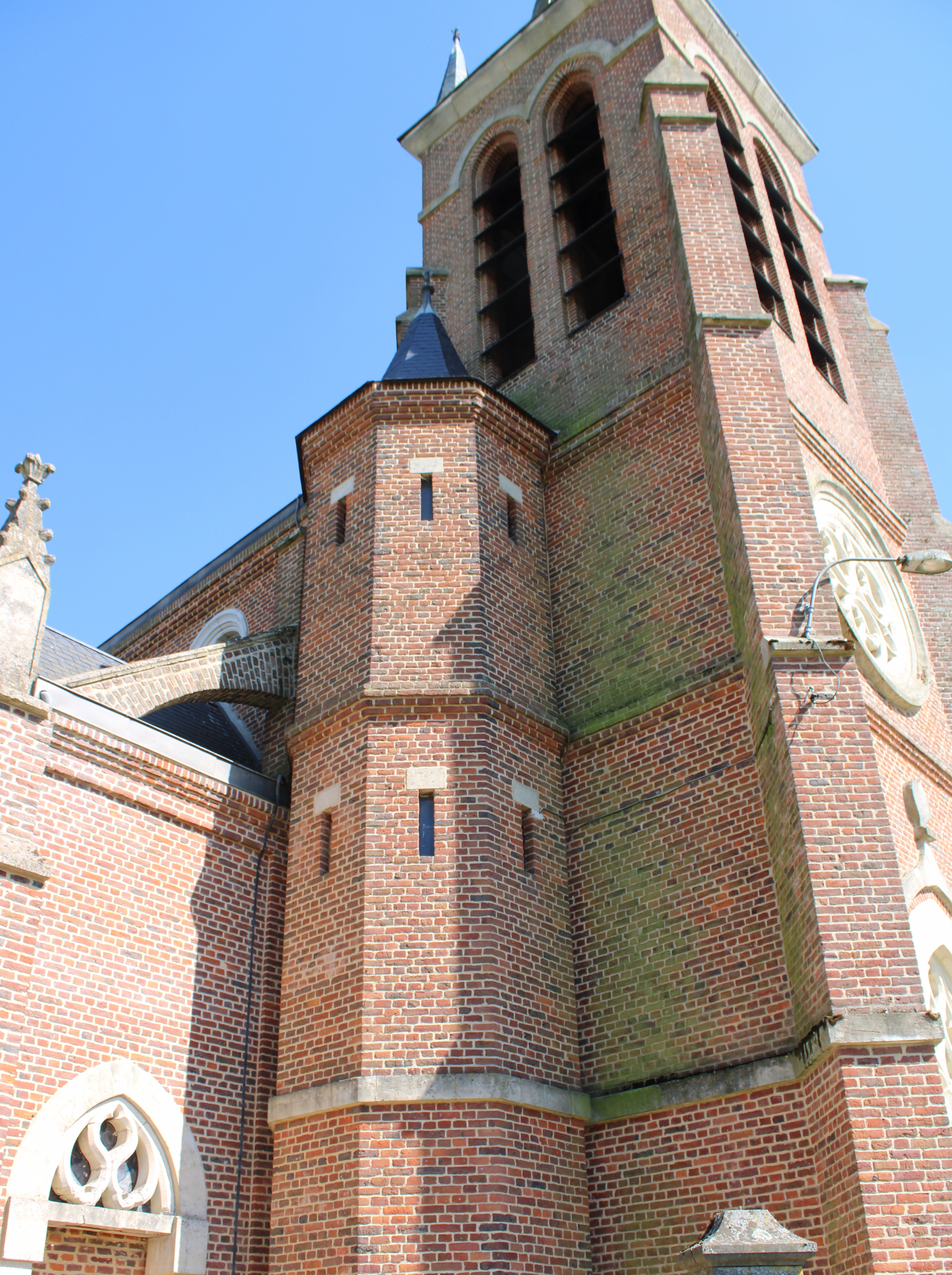
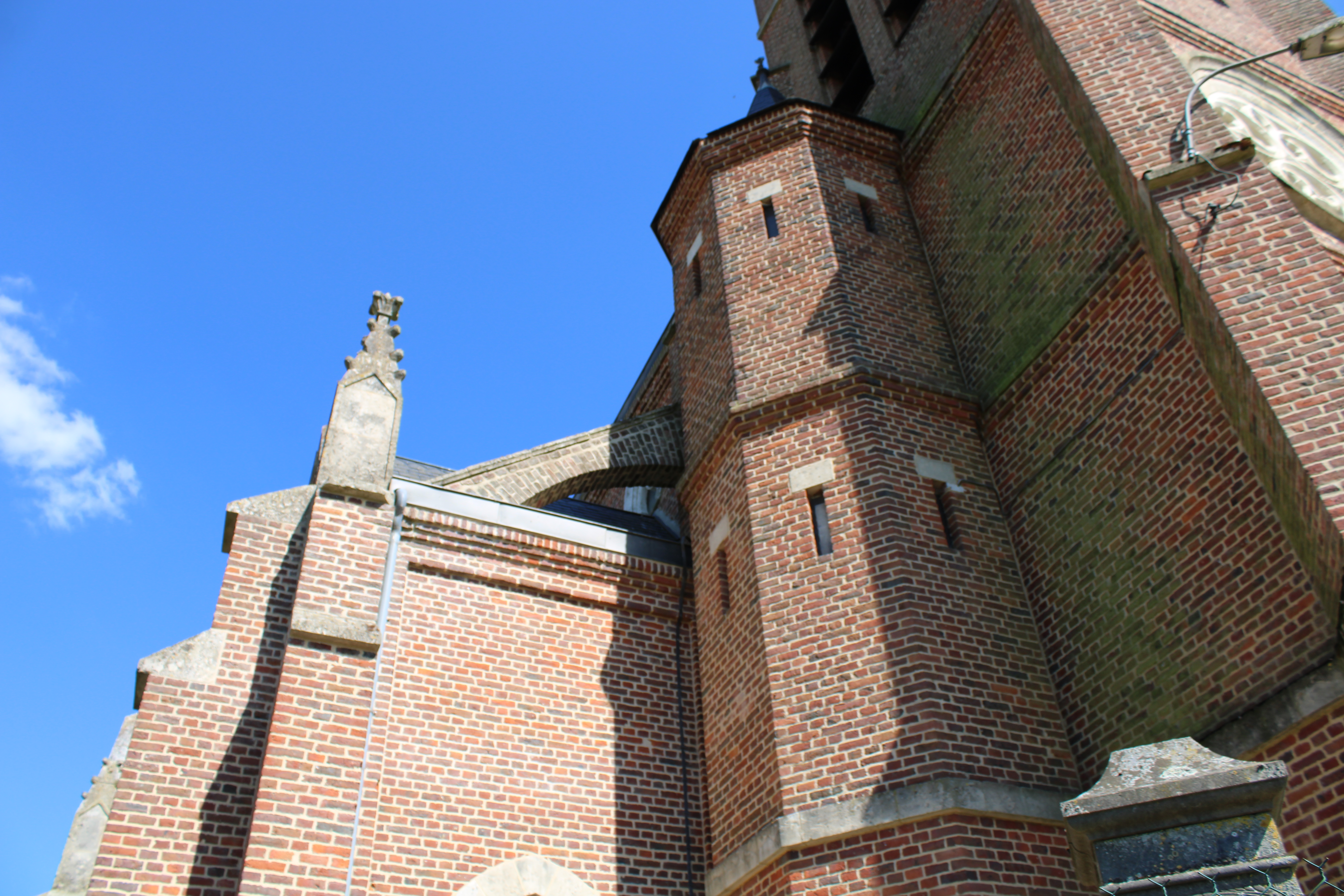